# Cetorhinus maximus
El tiburón peregrino (Cetorhinus maximus) es una especie de pez elasmobranquio lamniforme de la familia de los cetorínidos. Es el segundo pez más grande del mundo después del tiburón ballena y puede alcanzar los 10 metros de longitud y las cuatro toneladas de peso. Aunque su silueta desde la superficie puede recordar a la de un tiburón cazador, en realidad es inofensivo ya que se alimenta de plancton filtrando el agua. Nada la mayor parte del tiempo con la boca muy abierta, hasta hacerla casi redonda, con una natación lenta y continua, mientras filtra el agua con la ayuda de largas branquispinas, . 
Divisados a menudo cerca de las costas, los peregrinos en algunos países son un objetivo frecuente de los ecoturistas, pues son vistos comúnmente en la superficie y además son muy tolerantes con la presencia del ser humano. Al igual que varias especies de tiburones, los peregrinos, especialmente por los factores anteriormente citados, fueron objeto de una intensa caza por parte de pescadores.  Su enorme tamaño los convirtió en el pasado en animales altamente rentables para los barcos de pesca comercial; tan solo uno de ellos puede generar hasta una tonelada de carne y 400 litros de aceite, y su hígado se cree que es rico en vitaminas, puede representar hasta el 25% del peso total del animal. Por su gran persecución y explotación en el pasado, los tiburones peregrinos están ahora protegidos por ley en la mayoría de los países.

## Distribución y hábitat
El peregrino es un tiburón pelágico que suele visitar con frecuencia zonas costeras, pudiendo ser hallado a lo largo de todo el mundo, desde las áreas polares hasta océanos tropicales, principalmente en las superficies de las plataformas continentales  si bien prefiere aguas frías, habitualmente entre los 8 y los 14 °C. Suele ser avistado en zonas próximas a las costas y es habitual que penetren en bahías y puertos. El tiburón peregrino busca su alimento entre grandes concentraciones de plancton en aguas poco profundas y suele ser frecuente verlo nadar cerca de la superficie. Son tiburones de costumbres migratorias, que recorren enormes distancias en el océano, siguiendo los cambios estacionales, aunque se ignora con exactitud las áreas que visita en sus largos desplazamientos ni si existen claros patrones en sus desplazamientos. En invierno pueden pasar largas temporadas cerca de los fondos marinos, a cientos o miles de metros de profundidad, buscando fuentes de alimento.

## Anatomía y apariencia

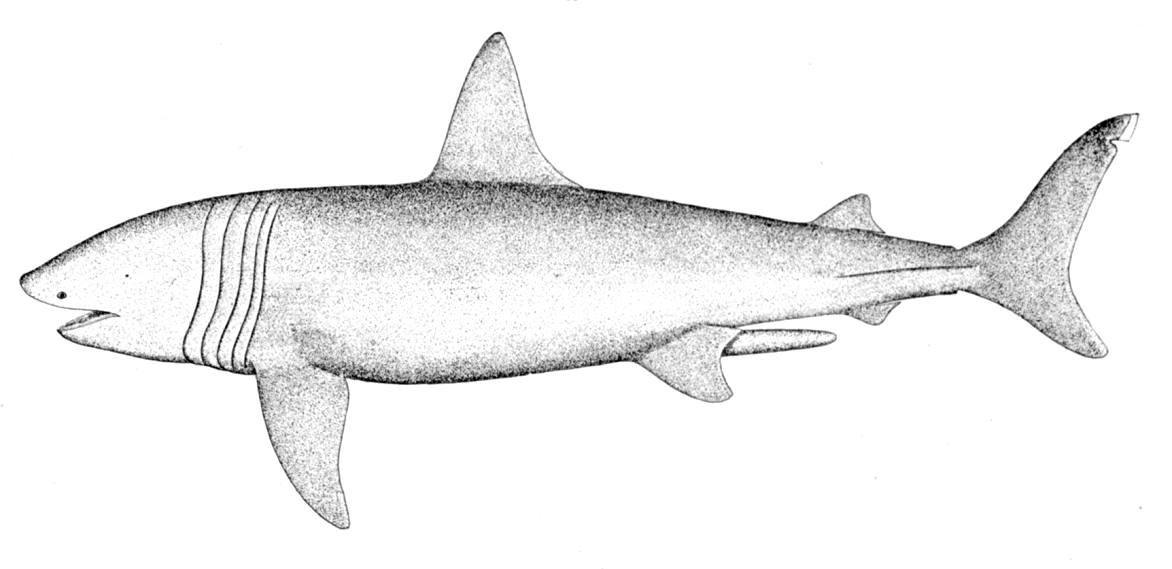
Tiburón peregrino macho

El tiburón peregrino es uno de los mayores peces conocidos, ocupando el segundo lugar en tamaño tras el tiburón ballena. El mayor espécimen medido con exactitud fue atrapado en una red de pesca en la bahía de Fundy, Canadá, en 1851. Tenía una longitud total de 12,27 m y pesaba aproximadamente nueve toneladas. Existen noticias en Noruega del avistamiento de tres tiburones peregrinos en torno a los 12 m de longitud, pero deben ser considerados ejemplares dudosos dado que en la misma zona nunca han sido capturados ejemplares de tan gran tamaño. Normalmente, el tiburón peregrino suele medir una longitud entre 6 y 8 metros, aunque hay especímenes que sobrepasan los 10 m o más, pero después de décadas de intensa pesca, los avistamientos de ejemplares de mayor tamaño son poco frecuentes.
Estos tiburones poseen la típica forma de cuerpo en huso (lamniformes) y sin experiencia pueden ser confundidos con los grandes tiburones blancos. Las dos especies pueden diferenciarse fácilmente entre sí por la gran boca cavernosa del tiburón peregrino (en los mayores ejemplares de un diámetro superior a 1 m), abierta casi constantemente mientras nadan con lentitud, filtrando el plancton del que se alimentan. Poseen largas y conspicuas aberturas branquiales, que casi rodean la cabeza, ojos pequeños y tronco más estrecho, aunque sí mayor longitud total. Los tiburones blancos poseen largas hileras de grandes dientes aserrados, mientras que los de los tiburones peregrinos son comparativamente minúsculos (5-6 mm) y en forma de gancho, siendo realmente funcionales solo las 3 o 4 filas de la mandíbula superior y las 6 o 7 hileras de la inferior.
Otra distintiva característica del tiburón peregrino incluye un gran pedúnculo caudal. Posee un prominente hocico algo curvo (claramente visible en los especímenes más jóvenes), y una gran aleta caudal. En los grandes individuos, la aleta dorsal aparece con frecuencia creando una estela por encima de la superficie.

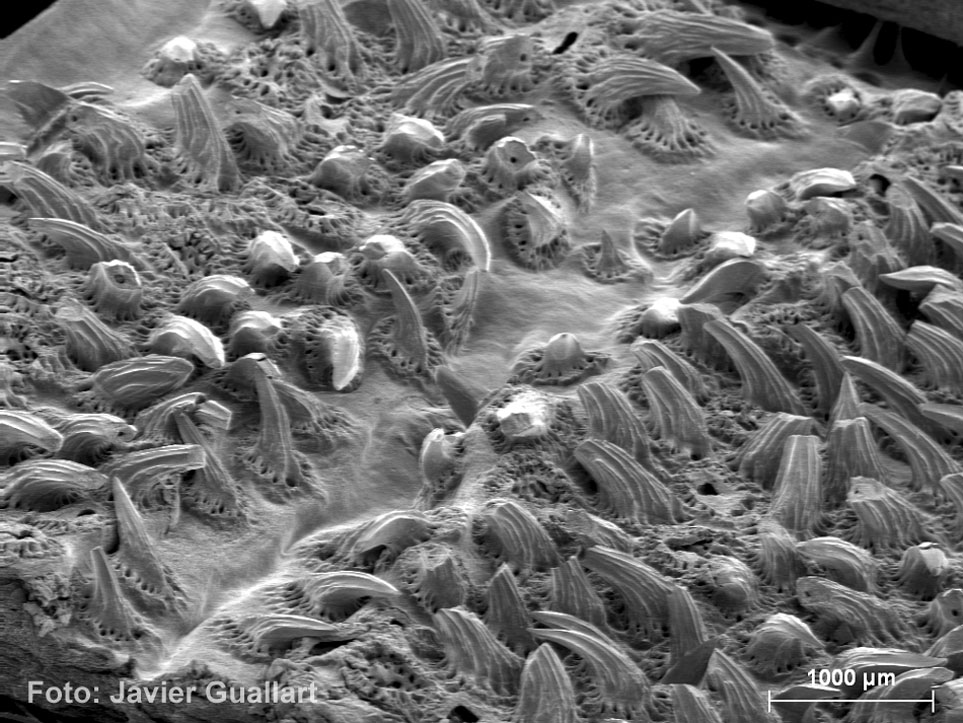
Dentículos dérmicos de un adulto de tiburón peregrino (Cetorhinus maximus)

La piel es muy rugosa, cubierta por dentículos dérmicos que, a diferencia de otros tiburones, no tiene una función de mejorar su hidrodinamismo sino de protección. De este modo, los dentículos dérmicos son grandes, puntiagudos y dispuestos aleatoriamente en diferentes orientaciones, lo cual ayudaría a protegerse a estos gigantes de natación pausada. 
Su coloración puede ser variable (y probablemente depende de las condiciones de observación y del estado del animal en sí): comúnmente, presentan dorsalmente un color marrón oscuro a negro, difuminándose ventralmente en un blanco grisáceo. Los tiburones suelen tener marcas en la piel, posiblemente por sus frecuentes encuentros con lampreas y otros tiburones. El hígado del tiburón peregrino constituye del 20 al 25% de su peso corporal, extendiéndose a todo lo largo de su cavidad abdominal y se cree que desempeñan un importante papel en la flotabilidad y la regulación a largo plazo de su almacenamiento de energía. En las hembras, solo el ovario derecho parece ser totalmente funcional, lo cual constituye un rasgo único entre los escualos.

## Dieta
El tiburón peregrino es un animal que se alimenta pasivamente, filtrando a razón de 2000 toneladas de agua por hora e ingiriendo zooplancton, que incluye diversas especies de invertebrados y a veces pequeños peces .
A diferencia del tiburón bocagrande (Megachasma pelagios) y del tiburón ballena (Rhincodon typus), el tiburón peregrino no parece buscar activamente su sustento, pero sí poseen grandes bulbos olfatorios que pueden orientarle en la dirección correcta. A diferencia de otros grandes filtradores de plancton, su método de alimentación consiste solo en introducir pasivamente el agua empujada a través de las branquias cuando nada, mientras que el bocagrande o el tiburón ballena puede absorber directamente el agua a través de sus branquias siguiendo cursos semipredeterminados.

## Comportamiento

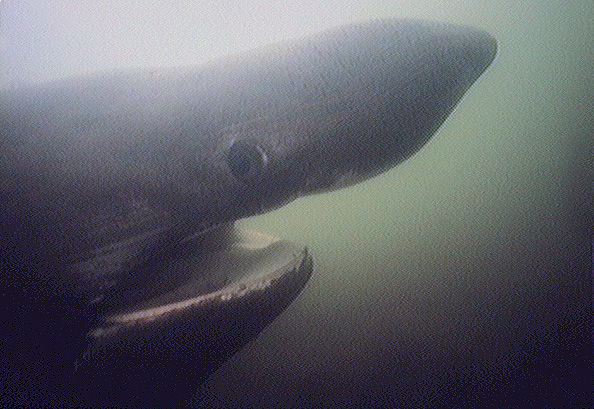
Cabeza de tiburón peregrino

Los estudios realizados en 2003 han desmentido la idea de que los tiburones peregrinos hibernen y han demostrado que permanecen más o menos activos durante todo el año. En invierno, los tiburones peregrinos se trasladan a aguas abisales (profundidades de hasta 900 m o más) y se alimentan de grandes concentraciones de plancton en zonas muy profundas. Ejemplares marcados, seguidos por satélite, confirmaron que los tiburones peregrinos se mueven miles de kilómetros durante los meses de invierno, buscando grandes concentraciones de plancton abisal.
Los tiburones peregrinos se alimentan en ocasiones en o cerca de la superficie, manteniendo la boca abierta de par en par, mientras disponen verticalmente abiertas totalmente sus agallas. Se trata de un movimiento lento, no mayor de dos nudos de velocidad, y no tratan de eludir acercarse a los barcos (a diferencia de los grandes tiburones blancos que se muestran recelosos). Son totalmente inofensivos para los seres humanos, que nadan a su alrededor, y no suelen prestarles ninguna atención.
Los tiburones peregrinos son animales gregarios y a veces forman agregaciones diferenciadas por sexo, por lo general en pequeños grupos de tres o cuatro individuos, aunque en ocasiones han podido ser avistados hasta 100 tiburones peregrinos nadando juntos. Parecen seguir indicaciones visuales, pues aunque el tiburón peregrino tiene los ojos bastante pequeños para su tamaño, éstos están completamente desarrollados y pueden incluso inspeccionar visualmente barcos, posiblemente porque los pueden confundir con sus propios congéneres. Se cree que las hembras se habitúan a buscar aguas poco profundas para dar a luz sus crías.
Estos tiburones tienen pocos depredadores, pero se conoce que las orcas y los tiburones tigre pueden alimentarse ocasionalmente de ellos, así como ser parasitadas por las ya mencionadas lampreas, si bien es poco probable que sean capaces de atravesar la gruesa piel de estos tiburones.
A pesar de que el tiburón peregrino es grande y lento, se ha informado de ejemplares saltando fuera del agua, aunque se ignora el por qué de este comportamiento. Algunos especialistas argumentan, sin base probada, que puede ser debido al intento del animal por desembarazarse de parásitos externos adheridos a su piel.

## Reproducción
Los tiburones peregrinos son vivíparos aplacentarios: los embriones se desarrollan de huevos que tras ser fecundados se retienen en los úteros de la madre, si bien no llegan a desarrollar placentas. Los fetos se alimentan de los óvulos no fertilizados en el interior de la madre, un comportamiento conocido como oofagia. Se cree que la gestación abarca más de un año (puede incluso que hasta 2 o 3), desconociéndose con seguridad el número de fetos que son alumbrados vivos, aunque cuando nacen ya están plenamente desarrollados, alcanzado de 1,5 a 2 m de longitud. Solo existe constancia de la captura de una hembra embarazada, en cuyo interior fueron descubiertos 6 fetos aún por nacer.
Se cree que el apareamiento se produce a principios de la estación cálida y el parto a finales del verano, dada la observación en ambas fechas de intenso movimiento de hembras en las proximidades de aguas costeras poco profundas.
La llegada al período de madurez en los tiburones peregrinos no se conoce, pero se cree que es alcanzada entre los 6 y los 13 años de edad, cuando ya tienen una longitud entre 4,5 y 6 m. La frecuencia de partos en las hembras también es casi totalmente desconocida, aunque hay datos que apuntan a que se produce en intervalos que van de 2 a 4 años.
Las aparentemente inútiles hileras de dientes en las mandíbulas de los peregrinos pueden desempeñar un importante papel antes del nacimiento, ya que el tiburón se alimenta de óvulos no fertilizados en el útero, aunque solo se trata de una especulación por demostrar.
Igualmente, podrían tratarse de dientes que tienen una utilidad no funcional en actividades ligadas al cortejo y la reproducción.

## Importancia para el ser humano

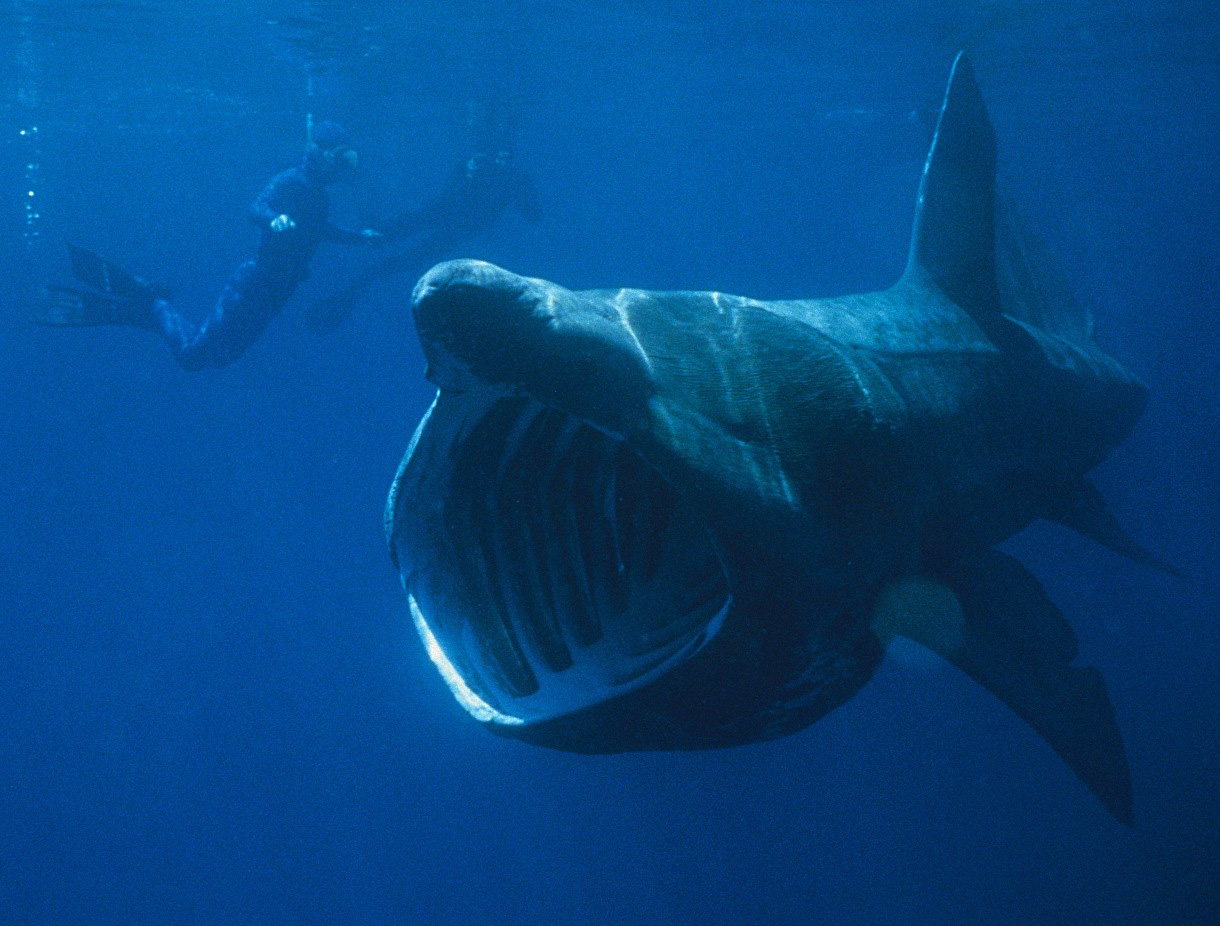
Tiburón peregrino filtrando agua

Históricamente, el tiburón peregrino ha sido un elemento básico de la pesca industrial en algunas áreas de aguas frías en altas latitudes, debido a su lenta velocidad de natación, su naturaleza inofensiva y la abundante presencia de ejemplares en el pasado. Comercialmente, el peregrino ha sido empleado para finalidades muy distintas: carne para la alimentación (hákarl) y harina de pescado, incluyendo diferentes usos de la piel y de sus grandes hígados (que tiene un alto contenido en aceites).  En la actualidad, se pescan principalmente por sus aletas (para cocinar sopa de aleta de tiburón). Otras partes del animal (por ejemplo, cartílago de tiburón) también se utilizan en la medicina tradicional china y es considerado, sin fundamento científico alguno, como un afrodisíaco en Japón. 
Como resultado de la rápida disminución de los ejemplares, el tiburón peregrino se halla parcialmente protegido y el comercio de sus productos está restringido o prohibido en muchos países. Están totalmente protegidos en la Unión Europea, el Reino Unido, Malta y EE. UU. así como en gran parte de las aguas del Océano Atlántico y grandes zonas del Mediterráneo. La pesca de tiburones peregrinos es también ilegal en Nueva Zelanda.

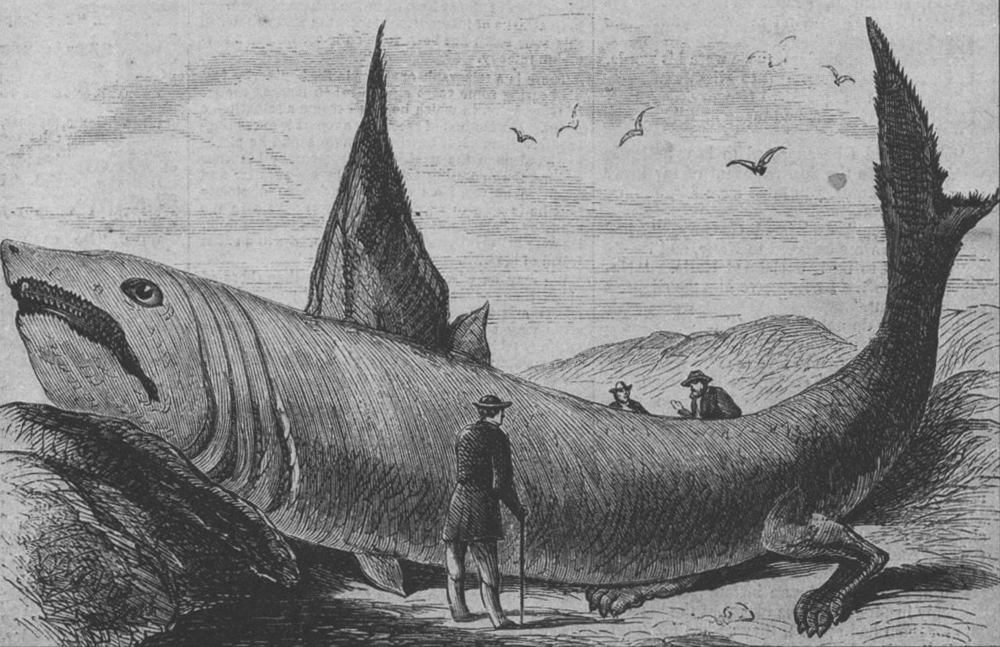
El "maravilloso pez" descrito en Harper's Weekly, 1868, se trata muy probablemente de los restos de un gran tiburón peregrino

En los últimos años, se están prodigando los safaris fotográficos donde los nadadores se acercan a ellos con absoluta tranquilidad, dada la naturaleza inofensiva y tolerante de los tiburones peregrinos con los buzos y las embarcaciones, lo cual constituye una importante fuente de ingresos turísticos en áreas habitualmente deprimidas y sin grandes recursos económicos.

## Los tiburones peregrinos en la criptozoología
En varias ocasiones durante el siglo XIX, algunos cadáveres de grandes tiburones peregrinos fueron habitualmente confundidos con grandes serpientes de mar o incluso con plesiosaurios prehistóricos. Otros ejemplares en descomposición han sido identificados más tarde como tiburones peregrinos, como en el avistamiento del monstruo de Stronsay y en el caso del Zuiyo Maru.

## En la cultura popular
Aparece en el videojuego Hungry Shark World de Ubisoft como personaje jugable.